# Rothbroich
Rothbroich ist ein Ortsteil im Stadtteil Schildgen von Bergisch Gladbach.

## Geschichte
Die Siedlung Rothbroich war aus einer mittelalterlichen Hofstelle hervorgegangen, die während der hochmittelalterlichen Rodeepoche  als Lehnshof der Grundherrschaft Osenau gegründet worden war. Bis zum 19. Jahrhundert entwickelte sich hier ein Weiler, der um 1930 26 Einwohner hatte. Um 1900 waren es mit 50 Einwohnern bereits fast doppelt so viele. Das Urkataster verzeichnet die Siedlung zu beiden Seiten der alten Straße von Mülheim nach Odenthal, das ist die heutige Altenberger-Dom-Straße, als Roth-Broich. 1314 wurde Rothbroich urkundlich als Bruche erwähnt.
Aus einer erhaltenen Steuerliste von 1586 geht hervor, dass die Ortschaft Teil der Honschaft Grimßgewalt im Kirchspiel Odenthal war.
Die Topographia Ducatus Montani des Erich Philipp Ploennies, Blatt Amt Miselohe, belegt, dass der Wohnplatz 1715 als Freyhof kategorisiert wurde und mit Rothbruch bezeichnet wurde. Carl Friedrich von Wiebeking benennt die Hofschaft auf seiner Charte des Herzogthums Berg 1789 als Rothbruch. Aus ihr geht hervor, dass Rothbroich zu dieser Zeit Teil von Unterodenthal in der Herrschaft Odenthal war.
Unter der französischen Verwaltung zwischen 1806 und 1813 wurde die Herrschaft aufgelöst. wurde politisch der Mairie Odenthal im Kanton Bensberg zugeordnet. 1816 wandelten die Preußen die Mairie zur Bürgermeisterei Odenthal im Kreis Mülheim am Rhein.
Der Ort ist auf der Topographischen Aufnahme der Rheinlande von 1824 und auf der Preußischen Uraufnahme von 1840 als Rothenbruch verzeichnet. Ab der Preußischen Neuaufnahme von 1892 ist er auf Messtischblättern regelmäßig als Rothbroich oder ohne Namen verzeichnet.
| Jahr | Einwohner | Wohn- gebäude | Kategorie  |
| ---- | --------- | ------------- | ---------- |
| 1822 | 21        |               | Ackergüter |
| 1830 | 26        |               | Ackergut   |
| 1845 | 45        | 6             | Ackergüter |
| 1871 | 42        | 6             | Hofstelle  |
| 1885 | 51        | 8             | Wohnplatz  |
| 1895 | 52        | 8             | Wohnplatz  |
| 1905 | 48        | 9             | Wohnplatz  |

Rothbroich war seit jeher Teil der katholischen Pfarrgemeinde Odenthal bis zur Abpfarrung von Schildgen. Im Zuge der kommunalen Neugliederung kam Rothbroich 1975 mit Schildgen zur Stadt Bergisch Gladbach.